# 西村淳也
西村 淳也（にしむら あつや、1999年7月30日 - ）は、中央競馬（JRA）・栗東トレーニングセンターの騎手。兵庫県尼崎市出身。

## 来歴
小学5年生から乗馬を始める。元来高所恐怖症であるため、最初は恐怖心との戦いであったという。小学校卒業まではサッカーも続けていたが、中学入学後に乗馬一本に絞った。兄もかつて競馬学校騎手過程を受験したが不合格となり、西村が騎手デビューした直後の6月に厩務員課程に入学している。デビューの際には、兄の担当馬で勝つことを目標として掲げていた。
2015年に競馬学校騎手課程に入学（第34期）。在学中の模擬レース9戦の合計ポイントで優勝し、2018年2月の卒業時には成績優秀者に贈られるアイルランド大使特別賞に選ばれた。同年3月に栗東・田所秀孝厩舎から騎手デビュー。同月31日の阪神6Rでティーブラッサムに騎乗して1着となり、初騎乗から31戦目でJRA初勝利。。1年目は同期3人の中で唯一の二桁勝利となる13勝を挙げ、騎乗停止にもならなかったことから、中央競馬関西放送記者クラブ賞を受賞した。
2年目の2019年は上半期だけで前年の倍以上の30勝を挙げて飛躍を遂げた。西村は好調の要因について「毎週、前走のレース動画を見ることは欠かさずにやっています。ペースの流れが読めてきたことですかね。周りが見えるようになって、レースに慣れた部分が一番大きいと思う」と語った。同年8月13日で田所厩舎を離れ、フリーとなった。9月3日からはシャンティイ競馬場の小林智厩舎で1ヶ月の武者修行を行うため、フランスに渡航した。
3年目の2020年の宝塚記念でGI初騎乗となる(アドマイヤアルバ)。また、7月11日阪神競馬場のマレーシアカップ(タガノアスワド)でJRA通算100勝を達成した。
2021年の金鯱賞で出走馬中最低人気となるギベオンに騎乗して逃げ切り、重賞初勝利を挙げた。この勝利によりWIN5は史上最高配当5億5444万6060円となり、的中は1票のみとなった。
2024年9月29日、スプリンターズステークスをルガルの騎乗で制し、24回目の挑戦で悲願のGI初優勝を果たした。

## 騎乗スタイル
減量を生かした積極的な騎乗スタイルが持ち味で、勝ち星の多くを先行逃げ切りの競馬が占める。元師匠の田所秀孝調教師も「褒めるとすれば、スタートセンスがいいところかな」と評していた。
目標とする騎手として松山弘平の名を挙げている。

## 騎乗成績
|            | 日付          | 競馬場・開催    | 競走名                   | 馬名             | 頭数 | 人気 | 着順 |
| ---------- | ------------- | --------------- | ------------------------ | ---------------- | ---- | ---- | ---- |
| 初騎乗     | 2018年3月3日  | 1回阪神3日目1R  | 3歳未勝利                | マエガミ         | 12頭 | 11   | 9着  |
| 初勝利     | 2018年3月31日 | 2回阪神3日目6R  | 4歳上500万下             | ティーブラッサム | 12頭 | 3    | 1着  |
| 重賞初騎乗 | 2019年4月20日 | 1回福島5日目11R | 福島牝馬ステークス       | ビスカリア       | 10頭 | 10   | 10着 |
| 重賞初勝利 | 2021年3月14日 | 2回中京2日目11R | 金鯱賞                   | ギベオン         | 10頭 | 10   | 1着  |
| G1初騎乗   | 2020年6月28日 | 3回阪神8日目11R | 宝塚記念                 | アドマイヤアルバ | 18頭 | 18   | 14着 |
| G1初勝利   | 2024年9月29日 | 4回中山9日目11R | スプリンターズステークス | ルガル           | 16頭 | 9    | 1着  |

| 年度   | 1着 | 2着 | 3着 | 騎乗数 | 勝率 | 連対率 | 複勝率 |
| ------ | --- | --- | --- | ------ | ---- | ------ | ------ |
| 2018年 | 13  | 21  | 26  | 406    | .032 | .084   | .148   |
| 2019年 | 55  | 56  | 60  | 646    | .085 | .172   | .265   |
| 2020年 | 50  | 61  | 50  | 678    | .074 | .164   | .237   |
| 2021年 | 51  | 48  | 46  | 659    | .097 | .222   | .323   |
| 2022年 | 72  | 74  | 61  | 697    | .103 | .209   | .297   |
| 2023年 | 76  | 97  | 79  | 780    | .097 | .222   | .323   |
| 2024年 | 81  | 68  | 92  | 854    | .095 | .174   | .282   |
| 2025年 | 25  | 24  | 25  | 232    | .108 | .211   | .319   |
| 中央   | 423 | 449 | 439 | 4952   | .085 | .176   | .265   |
| 地方   | 17  | 11  | 13  | 93     | .183 | .301   | .441   |

（JRA騎手名鑑、地方成績のウマニティより）

## 主な騎乗馬
太字はGI級競走
- ギベオン（2021年金鯱賞）
- ベレヌス（2022年中京記念）[13]
- ミクソロジー（2023年ダイヤモンドステークス）[14]
- ビッグリボン（2023年マーメイドステークス）[15]
- エルトンバローズ（2023年ラジオNIKKEI賞、毎日王冠）[16]
- イフェイオン（2024年フェアリーステークス）[17]
- ルガル（2024年シルクロードステークス、スプリンターズステークス）[18]
- ミリアッドラヴ（2024年エーデルワイス賞、全日本2歳優駿）
- アルジーヌ（2024年ターコイズステークス）
- ロードデルレイ（2025年日経新春杯）
- サトノシャイニング（2025年きさらぎ賞）